# 白志杰
白志杰（1955年7月—），陕西横山人。男，汉族。1973年9月参加工作，1978年2月加入中国共产党。中共新疆维吾尔自治区党委党校函授学院行政管理专业毕业，大学学历。
1973年9月至1979年10月，任新疆维吾尔自治区伊犁州察布查尔山区林场工人。1979年10月至1983年9月，任新疆维吾尔自治区天西林业局勘察设计队工人、干部。1983年9月至1986年1月，任新疆维吾尔自治区奎屯市财政局干部。1986年1月至1987年11月，任新疆维吾尔自治区奎屯市财政局会计。1987年11月至1989年6月，任中共新疆维吾尔自治区奎屯市委办公室副主任。1989年6月至1990年4月，任中共新疆维吾尔自治区奎屯市委常委。1990年4月至1991年12月，任中共新疆维吾尔自治区奎屯市委常委、副市长。1991年12月至1994年10月，任新疆维吾尔自治区奎屯市副市长。1994年10月至1997年2月，任新疆维吾尔自治区经贸委企业管理处处长。1997年2月至1997年7月，任新疆维吾尔自治区经贸委副秘书长、政策法规处处长。1997年7月至2000年4月，任新疆维吾尔自治区经贸委党组成员、秘书长。2000年4月至2001年8月，任中共新疆维吾尔自治区哈密地委副书记。2001年8月至2005年1月，任中共新疆维吾尔自治区哈密地委书记，中共新疆生产建设兵团农十三师党委第一书记、第一政委（其间于2002年9月至2004年12月在中共新疆维吾尔自治区党委党校函授学院行政管理专业学习）。2005年1月至2006年5月，任中共新疆维吾尔自治区党委副秘书长、办公厅主任。2006年5月至2006年11月，任中共新疆维吾尔自治区党委秘书长、办公厅主任。2006年11月至2007年5月，任中共新疆维吾尔自治区党委秘书长。2007年5月至2009年4月，任中共新疆维吾尔自治区党委常委、秘书长。2009年4月，任中共新疆维吾尔自治区党委常委、秘书长，自治区党委财经领导小组办公室主任。2015年12月，不再担任新疆维吾尔自治区党委秘书长。2016年1月，卸任中共新疆维吾尔自治区党委常委职务，被补选为新疆维吾尔自治区十一届政协党组副书记、常务副主席。